# Красная лента

Красная лента

Красная лента — символическая лента борьбы со СПИДом, обязательный атрибут соответствующих акций.

## Идея создания
Идея создания красной ленты была принята группой «Visual AIDS». Поскольку организация состояла из профессиональных художников и менеджеров от искусства, реклама видимого символа борьбы со СПИДом была сделана весьма удачно. Всё началось очень просто. Вот отрывок из ранней рекламной листовки «Visual AIDS»: «Отрежьте красную ленту 6 сантиметров длиной, затем сверните в верхней части в форме перевёрнутой „V“. Используйте английскую булавку, чтобы прикрепить её к одежде».

## Признание
Проект «Красная ленточка» был официально начат на 45-й ежегодной церемонии вручения наград «Tony Awards» 2 июня 1991 года. Всем номинантам и участникам было предложено (и довольно успешно) надеть такие ленты. Согласно пресс-релизу, анонсирующему проект «Красная ленточка»: «Красная лента станет символом нашего сострадания, поддержки и надежды на будущее без СПИДа. Самая большая надежда, связанная с этим проектом — это то, что к 1-му декабря, Всемирному дню борьбы со СПИДом, эти ленты будут носить во всём мире».
Красная лента завоевала огромную популярность. За следующие несколько лет лента стала частью дресс-кода для избранных не только на церемониях Тони, но и на Оскарах и Эмми также.
Привычная красная лента не только разошлась миллиардами экземпляров по всему миру, но частично видоизменилась. В Испании, например, на обычном символе борьбы со СПИДом появилось изображение солнца, олицетворяющего жизнь в латинской культуре. Такой арт-объект сопровождается примечанием в виде равенства: изображение ленты + изображение солнца = «Lucha Latina Contra el SIDA» (Борьба Латино Против СПИДа). В Африке и в афроамериканском сообществе лента изменяется с помощью традиционного цвета. Университет Эмори, работая с духовными лидерами чёрного сообщества, создал электронный эскиз витража, содержащего красную ленту, который предлагается чёрной церкви для использования в их материалах на тему СПИДа.